# جون برايت بانيستر
جون برايت بانيستر (بالإنجليزية: John Bright Banister)‏‏ (1880 - 1938 ) طبيب من المملكة المتحدة.